# NGC 373
NGC 373 (również PGC 3946) – galaktyka eliptyczna (E), znajdująca się w gwiazdozbiorze Ryb. Odkrył ją John Dreyer 12 grudnia 1876 roku.